# Ahlströms jungfrubur

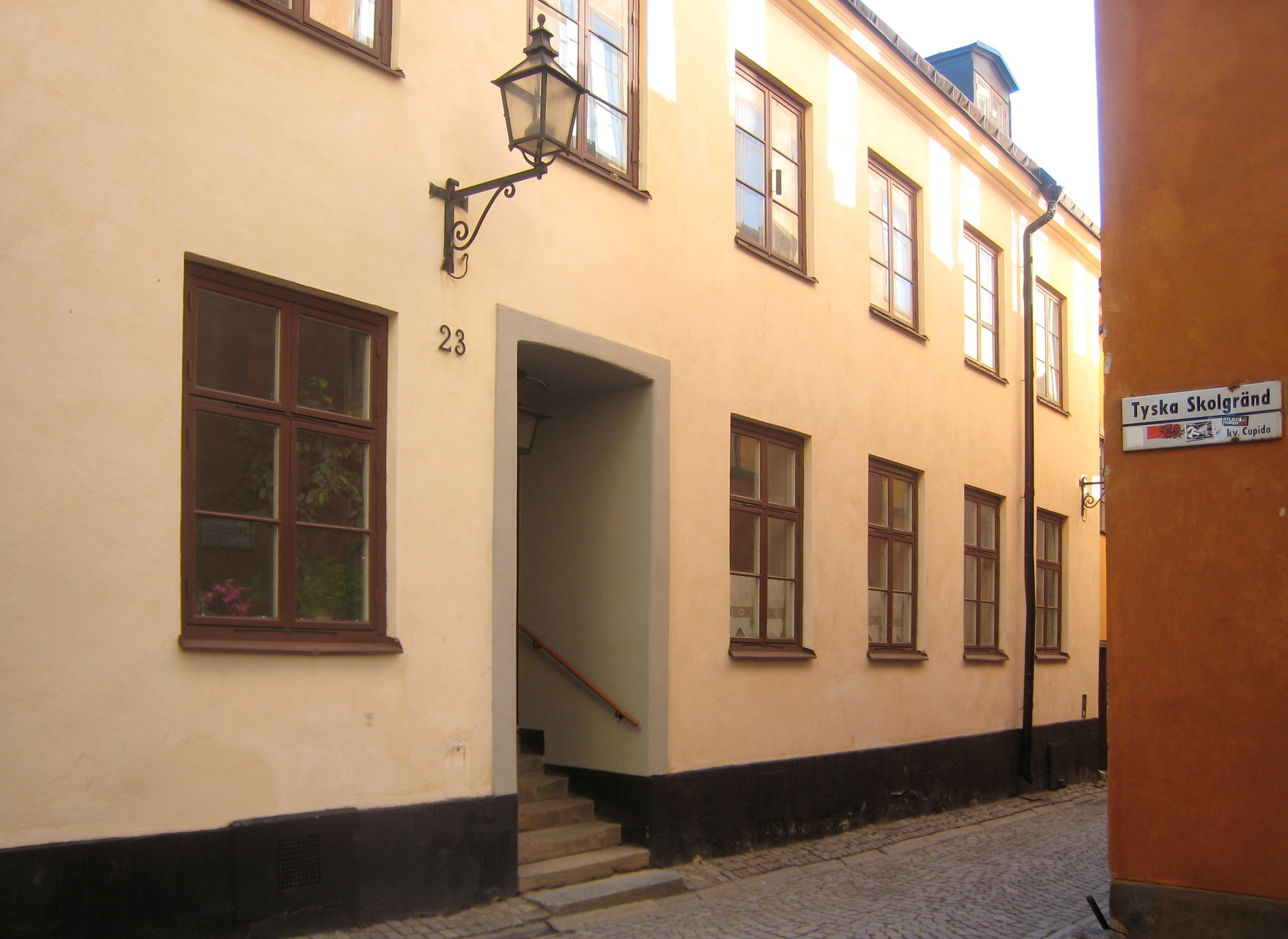
Baggensgatan 23 sett från Tyska skolgränd.

Ahlströms jungfrubur var ett hus vid Baggensgatan 23 i Gamla stan i Stockholm. Det har blivit berömt då det besjungits som en bordell av Bellman. 
Huset ägdes från 1762 av sjökapten Magnus Ahlström, kallad "Ottomaniska porten" på grund av sitt ovettiga tal.  Ahlström hade köpt huset i tron om att det där skulle finnas en silverskatt från ett nunnekloster som legat på samma plats tidigare.  Han försökte år 1767 förgäves sälja huset, och beskrev det i annonsen i Stockholms Posttidningar som ett hus byggt ovanpå källaren för ett gammalt nunnekloster där det ska finnas skatter gömda, men lyckades inte sälja huset utan kvarstod som ägare till 1799.
Under Ahlströms tid som ägare utpekades huset som en bordell av Bellman, som kallade det för 'Ahlströms jungfrubur'. 
| ”                                                                  | Fräls mig från allan fara/I Ahlströms jungfrubur/Och från de skönas skara/Med tofflor och med ur… | „ |
| – Carl Michael Bellman i Fredmans testamente nr 48, Bacchi litania |                                                                                                   |   |

Bordellen beskrevs som "Ett verkligt Veneris tempel med rum för prästinnor i tre våningar".  
Huruvida huset faktiskt var en bordell under denna tid är tveksamt.  Bordeller i modern mening tycks inte ha förekommit i Stockholm eller Sverige före 1800-talets mitt.  Under 1700-talet brukade Stockholms kopplare istället samla namn på prostituerade, arrangera horbaler och andra tillställningar i tillfälliga lokaler för att sammanföra dem med potentiella kunder och därefter organisera möten mellan prostituerade och deras kunder i tillfälliga lokaler som deras eller kopplarens bostad, en metod som användes även av den mest välkända kopplaren, Lovisa von Plat: "jungfrubur" var en dåtida benämning på hus där det misstänktes pågå otukt, och som därmed tillfälligt var ett "horhus", men inte ett hus där flera prostituerade bodde och tog emot kunder på heltid. Det är däremot möjligt att Magnus Ahlström var en kopplare, eftersom han vid denna tid tycks ha tjänat mycket pengar av oklara orsaker, och som sådan bör han, som övriga kopplare i Stockholm, ha arrangerat möten mellan prostituerade och deras kunder, kanske i sitt eget hus på Baggensgatan, vilket i så fall gjorde det till en bordell i rent tillfällig mening.  Enligt en ofta berättad skröna ska sextio "glädjeflickor" ha sänts från Ahlströms jungfrubur till riksdagen i Gävle 1792, men det finns inga samtida uppgifter om någonting sådant.
Under mantalslängden från år 1765, i mitten av denna period, beboddes huset av en handskmakaränka och en underofficersänka, en tobaksarbetare, ett par skrivare, en vaktmästare, en piga och en gesäll.  Det drevs två krogar i huset, men någon bordell i den stil som framgår av Bellmans visa kan inte märkas, även om det är möjligt att prostituerade tillfälligt träffade sina kunder i någon av bostäderna eller värdshusen. Ryktet om en bordell i tre våningar fulla med prostituerade styrda av Ahlström som hallick tycks härstamma från Johan Gabriel Carlén, som utgav Bellmans verk på 1800-talet och då broderade ut Bellmans ord om platsen till tolkningen att det ska ha legat en bordell där. Maria Kristina Kiellström, förebilden för Ulla Winblad, bodde i hus nr 28 bredvid mellan 1789 och 1795, något som kanske bidrog till husets senare rykte.
År 1784 besöktes huset av ett sällskap som inkluderade Gustav III och hertig Karl, för att med hjälp av ockultisterna i sällskap med Lars Anders Chierlin och Henrik Gustaf Ulfvenklou undersöka om det låg sanning i påståendet om de gömda skatterna.